# あさしお型潜水艦
あさしお型潜水艦（あさしおがたせんすいかん、英語: Asashio-class submarine）は海上自衛隊の通常動力型潜水艦の艦級。計画番号はS117。同型艦は4隻。

## 来歴
海上自衛隊では、昭和31年度計画で取得した初代「おやしお」（31SS）で潜水艦の国内建造を再開した後、第1次防衛力整備計画では、まず数を揃えるという観点から、アメリカ海軍のバラクーダ級に範を取った局地防衛用の小型潜水艦（SSK）としてはやしお型（34SSK）および発展型のなつしお型（35SSK）が建造された。しかしこれらの小型潜水艦は、特に荒天でのシュノーケル航行・水上航行能力に重大な制約を抱えており、日本近海での潜水艦作戦においては重大な問題となった。またアメリカ海軍もタング級のような大型潜水艦の整備へと方針変更していたことから、海上自衛隊でも、より大型で航洋性に優れた潜水艦（SSL）の建造を決定した。
このことから、まず単年度計画となった昭和36年度計画で、1,600トン型の「おおしお」が建造された。同艦は、海自がアメリカから貸与されて運用していた初代「くろしお」の代艦であったことから、同規模である1,600トン型への大型化については大きな議論は生じなかった。
続く第2次防衛力整備計画での潜水艦については、対潜水艦戦に従事する1,100トン級のSSMと、侵攻部隊の威力圏内においても哨戒、偵察行動ができ、しかも潜水艦及び水上艦船に対する攻撃能力にも優れた1,600トン級SSLの2種類の潜水艦建造の構想があり、海上自衛隊は後者を推進していた。海原治防衛局長から疑義が呈されたのに対し、兵装・水上速力・水中速力および航続性能の各側面について綿密な検討を重ねた結果、1,600トン型での建造が認可された。これによって建造されたのが本型である。
なお、本型以降、作戦任務が第一とされ、対潜戦訓練での標的艦任務の比重は軽くなった。

## 設計

### 船体
本型の設計は、「おおしお」（36SS）のものがほぼ踏襲されている。ただし水上速力を重視し、耐圧殻内を2層の甲板としたため、艦の長さが大となり、長さと幅の比（L/B）は約11となった。また、従来より長くなった潜望鏡を格納するためセールの高さは高くなり、その装備位置を艦の転心付近に置き、旋回圏の縮小が図られた。
船型は水中高速型の航洋型潜水艦、船体構造も、複殻式を基本として、スリム化のため最後部を単殻式とした部分単殻式である。燃料兼バラストタンク（満載燃料タンク）を設置して航続距離の延伸を図ったのも36SSと同様である。耐圧殻の材料も同様で、降伏耐力46 kgf/mm2 (450 MPa)のNS46調質高張力鋼である。ただし排水量は同艦より約50トン増加した。
なお、昭和40年度計画艦（40SS）については、アメリカ海軍のバーベル級と同様の涙滴型船型・完全複殻式・1軸推進方式を採用した新艦型への移行も検討されたものの、運用実績と安全性を考慮して第2次防衛力整備計画以降に持ち越されたことから、40・41SSは本型の設計で建造されることとなった。昭和42年度計画のうずしお型以降では、予定通りに涙滴型とされている。

### 機関
機関については逐次に改良が図られている。主発電機はSG-3B、主電動機はSM-3Bとされ、2番艦以降ではさらにそれぞれSG-3CおよびSM-3Cに更新された。騒音低減のため、主電動機の回転数低減をはじめとして、様々な防振・防音対策が導入された。また主蓄電池も、低放電率においても大容量を発揮しうるものを開発・搭載したほか、最終艦では、縦糸入りガラス繊維チューブを用いた編組型ファイバークラッド式鉛蓄電池が採用された。これは以降の各型でも踏襲されている。
このほか、36SSでは予算不足のために断念されていた主機関の遠隔操縦および主蓄電池の比重・温度モニターの集中表示が導入された。また2番艦以降では、自動針路保持装置を新設して操縦の自動化を図っていた。

## 装備
ソナーについては、探信儀（アクティブ・ソナー）はAN/SQS-4に更新され、装備位置も艦首下部に移された。また聴音機（パッシブ・ソナー）についても、JQO-3はJQO-3Bに、JQO-4はJQO-4B（2番艦以降ではJQO-5）にそれぞれ更新されたほか、艦首下部に装備されていたJQO-3Bは艦首上部に移動した。JQO-4Bは変わらずセイル前端のドーム内に配置されていた。
兵装は36SSと同様で、艦首側に水圧発射式のHU-601 6連装魚雷発射管を、艦尾側にスイムアウト式のHU-201 連装魚雷発射管を配置していた。口径はいずれも533mmであり、就役当初、艦首側発射管からは電気推進式の試製54式魚雷を、艦尾側発射管からはMk.37短魚雷を運用していたが、1番艦を除く3隻では、後に艦首側発射管は熱機関推進式の72式長魚雷に対応して改修された。また魚雷発射管についても逐次に改良が図られ、海水管の防蝕性能も向上した。魚雷発射指揮装置はCG-5であった。

## 同型艦
昭和38年度から41年度計画において、各年1隻ずつの計4隻が計画され、1966年から1969年にかけて順次に竣工した。その後、1983年から1986年にかけて順次に全艦が退役し、除籍されている。
| 艦番号 | 艦名     | 建造                  | 起工                         | 進水                         | 竣工                         | 除籍                        |
| ------ | -------- | --------------------- | ---------------------------- | ---------------------------- | ---------------------------- | --------------------------- |
| SS-562 | あさしお | 川崎重工業 神戸工場   | 1964年 （昭和39年） 10月5日  | 1965年 （昭和40年） 11月27日 | 1966年 （昭和41年） 10月13日 | 1983年 （昭和58年） 3月30日 |
| SS-563 | はるしお | 三菱重工業 神戸造船所 | 1965年 （昭和40年） 10月12日 | 1967年 （昭和42年） 2月25日  | 1967年 （昭和42年） 12月1日  | 1984年 （昭和59年） 3月30日 |
| SS-564 | みちしお | 川崎重工業 神戸工場   | 1966年 （昭和41年） 7月26日  | 1967年 （昭和42年） 12月5日  | 1968年 （昭和43年） 8月29日  | 1985年 （昭和60年） 3月27日 |
| SS-565 | あらしお | 三菱重工業 神戸造船所 | 1967年 （昭和42年） 10月24日 | 1968年 （昭和43年） 10月24日 | 1969年 （昭和44年） 7月25日  | 1986年 （昭和61年） 3月27日 |